# Batesville (Texas)
Batesville és una concentració de població designada pel cens dels Estats Units a l'estat de Texas. Segons el cens del 2000 tenia 1.298 habitants.

## Demografia
Segons el cens del 2000, Batesville tenia 1.298 habitants, 370 habitatges, i 318 famílies. La densitat de població era de 43,3 habitants per km².
Dels 370 habitatges en un 45,7% hi vivien nens de menys de 18 anys, en un 55,9% hi vivien parelles casades, en un 22,2% dones solteres, i en un 13,8% no eren unitats familiars. En l'11,9% dels habitatges hi vivien persones soles el 4,6% de les quals corresponia a persones de 65 anys o més que vivien soles. El nombre mitjà de persones vivint en cada habitatge era de 3,51 i el nombre mitjà de persones que vivien en cada família era de 3,8.
Per edats la població es repartia de la següent manera: un 35% tenia menys de 18 anys, un 11% entre 18 i 24, un 27,1% entre 25 i 44, un 19,1% de 45 a 60 i un 7,8% 65 anys o més.
L'edat mediana era de 28 anys. Per cada 100 dones de 18 o més anys hi havia 94 homes.
La renda mediana per habitatge era de 17.448 $ i la renda mediana per família de 18.571 $. Els homes tenien una renda mediana de 18.548 $ mentre que les dones 13.333 $. La renda per capita de la població era de 6.969 $. Aproximadament el 33,3% de les famílies i el 43,3% de la població estaven per davall del llindar de pobresa.

## Poblacions més properes
El següent diagrama mostra les poblacions més properes.